# Nowomykołajiwka (rejon pokrowski)
Nowomykołajiwka (ukr. Новомиколаївка) – wieś na Ukrainie, w obwodzie donieckim, w rejonie pokrowskim, w hromadzie Udaczne. W 2001 liczyła 231 mieszkańców.